# 바토니테레네구

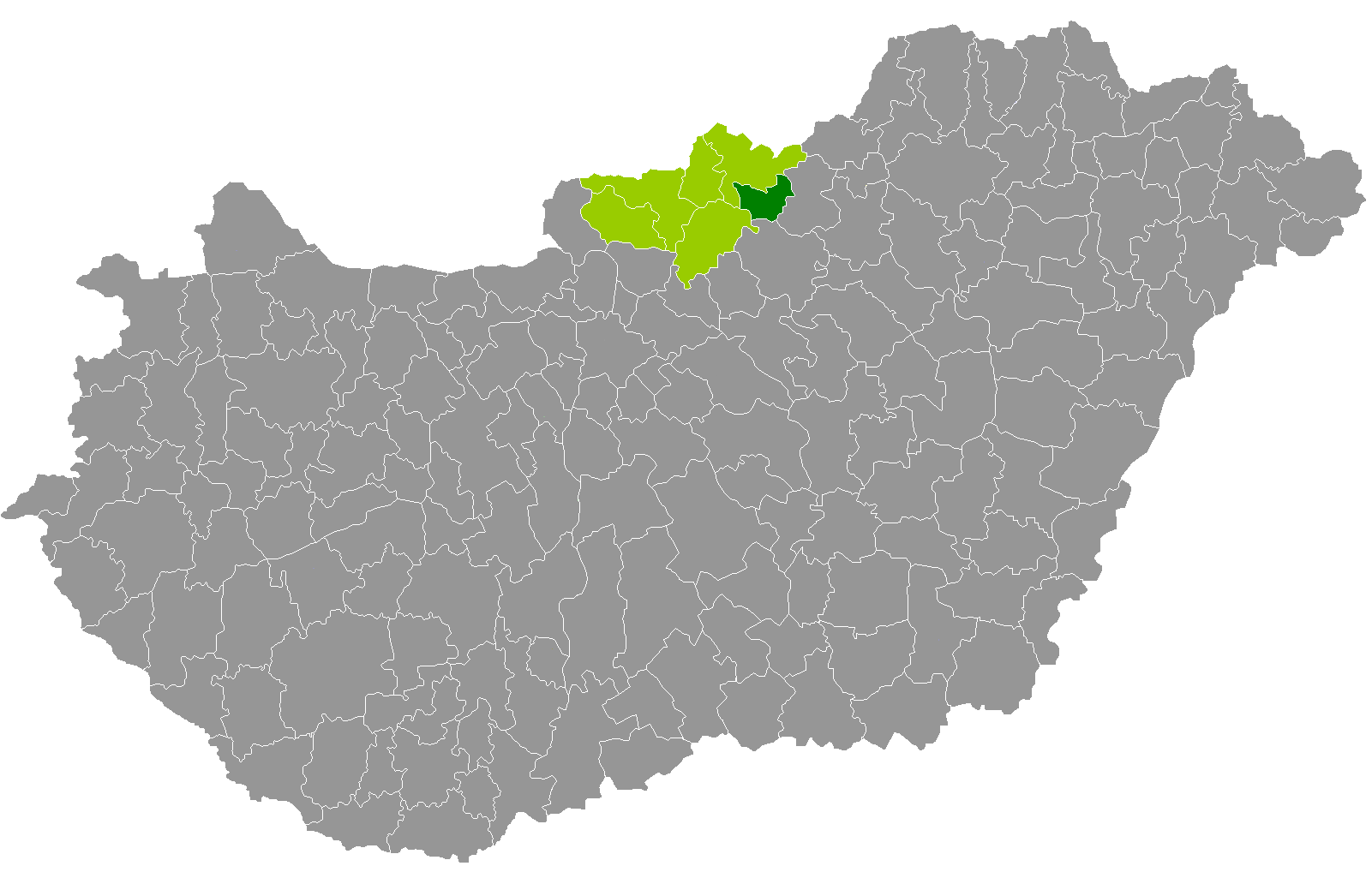
노그라드주 지도에 표시된 바토니테레네구의 위치

바토니테레네구(헝가리어: Bátonyterenyei járás)는 헝가리 노그라드주에 위치한 구로 구청 소재지는 바토니테레네이며 면적은 215.45km2, 인구는 21,789명(2011년 기준), 인구 밀도는 101명/km2이다.
북쪽과 서쪽으로는 셜고터랸구, 동쪽으로는 헤베시주 페테르바샤러구, 남쪽으로는 헤베시주 죈죄시구, 남서쪽으로는 파스토구와 접한다. 8개 지방 자치체(1개 시, 7개 마을)를 관할한다.

구기
구 문장